# Pirazol
Pirazolul este un compus heterociclic din clasa azolilor, cu formula chimică C3H3N2H, care conține doi atomi adiacenți de azot în heterociclu, legați de un lanț de trei atomi de carbon. Pirazolul este o bază slabă, cu un pKb de 11,5 (pKa pentru acidul său conjugat este 2,49 la 25 °C).
Pirazolii sunt compușii derivați de la pirazol, deci cei care conțin un nucleu pirazolic cu formula C3N2. Unii compuși importanți conțin un astfel de nucleu, precum medicamentul celecoxib (Celebrex) și steroidul anabolic numit stanozolol.

## Obținere
Pirazolii sunt sintetizați în urma reacției aldehidelor α,β-nesaturate cu hidrazină, produsul fiind supus apoi unei reacții de dehidrogenare:
Pirazolii substituiți sunt obținuți în urma condensării unor 1,3-dicetone cu hidrazina. De exemplu, acetilacetona și hidrazina reacționează cu formarea de 3,5-dimetilpirazol:
CH3C(O)CH2C(O)CH3   +   N2H4   →   (CH3)2C3HN2H   +   2 H2O